# Bassila
Basilla – miasto w Beninie, w departamencie Donga. Położone jest około 300 km na północny zachód od stolicy kraju, Porto-Novo, w pobliżu granicy z Togo. W spisie ludności z 11 maja 2013 roku liczyło 46 569 mieszkańców.